# Coleophora ericoides
Coleophora ericoides é uma espécie de mariposa do gênero Coleophora pertencente à família Coleophoridae.